# Соломина, Александра Максимовна
Алекса́ндра Макси́мовна Соло́мина (урождённая Лещёва; 1926, Шуморово—2014, Зониха) — советский и российский зоотехник. Заслуженный зоотехник РСФСР (1975). Представитель кошкинской отрасли древнего севернорусского рода Соломиных.

## Биография
Окончила Московский пушно-меховой институт (1945—1950).
Заведующий отделением племсовхоза «Соколовка» Зуевского района Кировской области. Директор зверохозяйства «Вятка» ВНИИ Охотничьего хозяйства и Звероводства (1961—1987). 
Не являлась основателем предприятия, однако при её 26-летнем руководстве хозяйство стало лидером пушного звероводства области, подтверждая тем самым звание Кирова как «меховой столицы России».
Председатель делегации советских звероводов во время официального визита в Швецию.
Умерла 5 сентября 2014 года в Зонихе (Кировская область). Похоронена в Кирове на Новомакарьевском кладбище.

## Избранные труды
- Соломина А. М. Кормление и выращивание пушных зверей. — М., 1968.
- Соломина А. М. Опыт работы звероводческого хозяйства «Вятка» по укрупнению пушных зверей. — М., 1973.
- Полецкий В. А., Соломина А. М. Пушное звероводство в Швеции. — М., 1969.

## Награды и премии
- заслуженный зоотехник РСФСР (1975)
- медаль «За трудовое отличие»
- орден «Знак Почёта»
- орден Трудового Красного Знамени